# Kościół San Giovanni dei Lebrossi
Kościół San Giovanni dei Lebbrosi (św. Jana od trędowatych) to kościół w południowej części współczesnego Palermo, jeden z najstarszych przykładów stylu arabsko-normańskiego.
Kościół został założony przez Rogera I w 1070 r. na miejscu arabskiego fortu, który zdobył, strzegącego podejścia do Palermo od południa, i został poświęcony św. Janowi Chrzcicielowi. Już pod koniec XI wieku dobudowano do kościoła szpital dla trędowatych, dlatego świątynia otrzymała obecną nazwę. Pod koniec XX wieku usunięto nadbudowy i dekoracje barokowe, a dziś San Giovanni dei Lebbrosi jest ponownie jedną z najbardziej charakterystycznych budowli architektury arabsko-normańskiej.
Kościół jest trójnawową bazyliką z dwuspadowym dachem i trzema apsydami. Wygląd zewnętrzny jest surowy i ożywiony jedynie łukowymi arabskimi oknami. Dwupoziomowa dzwonnica, dodana sto lat później, również ma typowy arabski wygląd - łukowate otwory okienne, wpisane w rzeźbiony wzór fałszywych łuków oraz czerwoną półkulistą kopułę. Wnętrze kościoła, podzielone na nawy rzędem kolumn, również jest praktycznie pozbawione dekoracji.